# New Whirl Odor
Albums de Public Enemy
Power to the People and the Beats: Public Enemy's Greatest Hits
(2005) Beats and Places
(2005)
New Whirl Odor est le neuvième album studio de Public Enemy, sorti le 1er novembre 2005.
Le titre de l'album est un jeu de mots en référence au New World Order.

## Liste des titres
| No  | Titre                                           | Contient un (des) sample(s) de | Durée |
| --- | ----------------------------------------------- | --- | ----- |
| 1.  | ...And No One Broadcasted Louder Than...        | | 0:33  |
| 2.  | New Whirl Odor                                  | Get Out of My Life, Woman de Lee Dorsey Planet Rock d'Afrika Bambaataa and Soulsonic Force Bring the Noise de Public Enemy Contract on the World Love Jam de Public Enemy | 3:24  |
| 3.  | Bring That Beat Back                            | War d'Edwin Starr Rebel Without a Pause de Public Enemy | 4:17  |
| 4.  | 66.6 Strikes Again                              | | 1:45  |
| 5.  | MKLVFKWR (Make Love, Fuck War) (featuring Moby) | | 3:24  |
| 6.  | What a Fool Believes                            | | 3:07  |
| 7.  | Makes You Blind                                 | Auto Man (Dub Version) de Newcleus The Revelation du 2 Live Crew | 5:34  |
| 8.  | Preachin' to the Quiet                          | Save Their Souls d'Hamilton Bohannon Bring the Noise de Public Enemy Public Enemy No. 1 de Public Enemy Contract on the World Love Jam de Public Enemy (1990) | 4:27  |
| 9.  | Either We Together or We Ain't                  | | 1:44  |
| 10. | Revolution (featuring Society)                  | Independence (A Different Drummer) de Les Crane | 4:19  |
| 11. | Check What You're Listening to                  | Long Red de Mountain Take Me to the Mardi Gras de Bob James Flash's Theme de Queen Change the Beat (Female Version) de Beside Here We Go (Live at the Funhouse) de Run–D.M.C. AJ Scratch de Kurtis Blow Pump That Bass d'Original Concept Rebel Without a Pause de Public Enemy Bring the Noise de Public Enemy Terminator X Speaks With His Hands de Public Enemy You Gots to Chill d'EPMD So Wat Cha Sayin' d'EPMD Contract on the World Love Jam de Public Enemy | 5:46  |
| 12. | As Long as the People Got Somethin' to Say      | | 3:23  |
| 13. | Y'all Don't Know                                | | 4:01  |
| 14. | Either You Get It By Now or You Don't           | Contract on the World Love Jam de Public Enemy | 1:15  |
| 15. | Superman's Black in the Building                | Bring the Noise de Public Enemy Don't Believe the Hype de Public Enemy | 11:50 |